# Vicenza Calcio 1993-1994

## Stagione
Nella stagione 1993-1994 il Vicenza ritornò ad assaporare la Serie B allenato per la terza annata consecutiva da Renzo Ulivieri. Nel girone di andata raccolse 16 punti: ebbe una partenza con il freno a mano tirato, in cui spiccò in negativo la sconfitta interna per 1-5 inflitta dal Bari alla terza giornata. Si riprese nel girone di ritorno raggiungendo una posizione di centro classifica, chiudendo il torneo in undicesima posizione con 37 punti, frutto di 9 vittorie, 19 pareggi e 10 sconfitte. La salvezza certa arrivò al Menti battendo per 3-0 nel derby il Verona. Nella Coppa Italia i biancorossi superarono nel primo turno il Modena, venendo eliminati nel secondo turno dal Milan.

## Divise e sponsor
- Sponsor ufficiale: Pal Zileri
- Sponsor tecnico: Virma

## Rosa
| N. |                   | Ruolo | Calciatore          |
| -- | ----------------- | ----- | ------------------- |
|    | Italia (bandiera) | P     | Massimo Bellato     |
|    | Italia (bandiera) | P     | Daniele Brunello    |
|    | Italia (bandiera) | P     | Giorgio Sterchele   |
|    | Italia (bandiera) | D     | Gilberto D'Ignazio  |
|    | Italia (bandiera) | D     | Maurizio Ferrarese  |
|    | Italia (bandiera) | D     | Francesco Frascella |
|    | Italia (bandiera) | D     | Giovanni Lopez      |
|    | Italia (bandiera) | D     | Paolo Mastrantonio  |
|    | Italia (bandiera) | D     | Diego Pellegrini    |
|    | Italia (bandiera) | D     | Antonino Praticò    |
|    | Italia (bandiera) | C     | Stefano Civeriati   |
|    | Italia (bandiera) | C     | Mauro Conte         |
|    | Italia (bandiera) | C     | Domenico Di Carlo   |

| N. |                   | Ruolo | Calciatore           |
| -- | ----------------- | ----- | -------------------- |
|    | Italia (bandiera) | C     | Diego Ficarra        |
|    | Italia (bandiera) | C     | Augusto Gabriele     |
|    | Italia (bandiera) | C     | Massimo Lombardini   |
|    | Italia (bandiera) | C     | Federico Lunardon    |
|    | Italia (bandiera) | C     | Ivo Pulga            |
|    | Italia (bandiera) | C     | Aladino Valoti       |
|    | Italia (bandiera) | C     | Diego Virille        |
|    | Italia (bandiera) | C     | Fabio Viviani        |
|    | Italia (bandiera) | A     | Enio Bonaldi         |
|    | Italia (bandiera) | A     | Alberto Briaschi     |
|    | Italia (bandiera) | A     | Andrea Cecchini      |
|    | Italia (bandiera) | A     | Davide Dionigi       |
|    | Italia (bandiera) | A     | Ferdinando Gasparini |

## Calciomercato autunnale-invernale
| Acquisti | Acquisti           | Acquisti  | Acquisti         |
| Ruolo    | Nome               | da        | Data d'acquisto  |
| -------- | ------------------ | --------- | ---------------- |
| A        | Enio Bonaldi       | Venezia   | 14 novembre 1993 |
| A        | Massimo Lombardini | Cremonese | definitivo       |
| C        | Ivo Pulga          | Parma     | prestito         |
| D        | Diego Ficarra      | Potenza   | definitivo       |
| D        | Diego Pellegrini   | Empoli    | definitivo       |

| Cessioni | Cessioni          | Cessioni    | Cessioni          |
| Ruolo    | Nome              | a           | Data di cessione  |
| -------- | ----------------- | ----------- | ----------------- |
| C        | Daniele Berretta  | Roma        | definitivo        |
| C        | Federico Lunardon | Ospitaletto | 11 settembre 1993 |
| A        | Davide Dionigi    | Como        | 16 ottobre 1993   |
| C        | Augusto Gabriele  | Giarre      | 18 dicembre 1993  |

## Risultati

### Serie B

#### Girone di Andata
| Arbitro: | Treossi (Forlì) |

|  |           |                     |
|  | Marcatori | 42’ Fabrizio Fabris |

| Ancona 5 settembre 1993 2ª giornata | Ancona                                 | 0 – 0 | Vicenza | Stadio Del Conero\| Arbitro: \| Pellegrino (Barcellona Pozzo di Gotto) \| |
| Arbitro:                            | Pellegrino (Barcellona Pozzo di Gotto) |       |         |                                                                           |

| Arbitro: | Racalbuto (Gallarate) |

|            |           |                                                     |
| Viviani 4’ | Marcatori | 6’ Barone 53’, 83’ Protti 64’ Tovalieri 86’ Alessio |

| Arbitro: | Pacifici (Roma) |

|               |           |             |
| M. Orlando 7’ | Marcatori | 58’ Viviani |

| Arbitro: | Franceschini (Bari) |

|                     |           |  |
| Di Carlo 88’ (rig.) | Marcatori |  |

| Lucca 3 ottobre 1993 6ª giornata | Lucchese          | 0 – 0 | Vicenza | Stadio Porta Elisa\| Arbitro: \| Bonfrisco (Monza) \| |
| Arbitro:                         | Bonfrisco (Monza) |       |         |                                                       |

| Vicenza 9 ottobre 1993 7ª giornata | Vicenza          | 0 – 0 | Venezia | Stadio Romeo Menti\| Arbitro: \| Baldas (Trieste) \| |
| Arbitro:                           | Baldas (Trieste) |       |         |                                                      |

| Arbitro: | Borriello (Mantova) |

|                 |           |  |
| Hübner 69’, 85’ | Marcatori |  |

| Arbitro: | Ceccarini (Livorno) |

|             |           |               |
| Viviani 31’ | Marcatori | 84’ Galderisi |

| Arbitro: | Virginio Quartuccio (Torre Annunziata) |

|              |           |  |
| Quaranta 81’ | Marcatori |  |

| Arbitro: | Daniele Tombolini (Ancona) |

|                             |           |                     |
| Frascella 78’ Civeriati 85’ | Marcatori | 32’ Rocco 90’ Susic |

| Arbitro: | Arena (Ercolano) |

|  |           |                      |
|  | Marcatori | 11’ (aut.) Mareggini |

| Arbitro: | Racalbuto (Gallarate) |

|               |           |  |
| Vieri 5’, 10’ | Marcatori |  |

| Arbitro: | Lana (Torino) |

|                                   |           |            |
| F. Gasparini 54’ Lopez 62’ (rig.) | Marcatori | 45’ Chiesa |

| Arbitro: | Nepi (Viterbo) |

|                      |           |  |
| Frascella 27’ (aut.) | Marcatori |  |

| Vicenza 19 dicembre 1993 16ª giornata | Vicenza         | 0 – 0 | Acireale | Stadio Romeo Menti\| Arbitro: \| Dinelli (Lucca) \| |
| Arbitro:                              | Dinelli (Lucca) |       |          |                                                     |

| Verona 2 gennaio 1994 17ª giornata | Verona               | 0 – 0 | Vicenza | Stadio Marcantonio Bentegodi\| Arbitro: \| Trentalange (Torino) \| |
| Arbitro:                           | Trentalange (Torino) |       |         |                                                                    |

| Arbitro: | Pacifici (Roma) |

|                                            |           |                                    |
| D'Ignazio 32’ F. Gasparini 44’ Bonaldi 51’ | Marcatori | 53’ Compagno 66’, 86’ A. Carnevale |

| Arbitro: | Bonfrisco (Monza) |

|           |           |             |
| Maini 51’ | Marcatori | 77’ Bonaldi |

#### Girone di Ritorno
| Arbitro: | Franceschini (Bari) |

|               |           |  |
| Sconziano 44’ | Marcatori |  |

| Arbitro: | Dinelli (Lucca) |

|                           |           |           |
| A. Briaschi 5’ Valoti 88’ | Marcatori | 90’ Gadda |

| Arbitro: | Borriello (Mantova) |

|            |           |  |
| Bigica 46’ | Marcatori |  |

| Vicenza 13 febbraio 1994 23ª giornata | Vicenza            | 0 – 0 | Fiorentina | Stadio Romeo Menti\| Arbitro: \| Bolognino (Milano) \| |
| Arbitro:                              | Bolognino (Milano) |       |            |                                                        |

| Monza 20 febbraio 1994 24ª giornata | Monza           | 0 – 0 | Vicenza | Stadio Brianteo\| Arbitro: \| Cesari (Genova) \| |
| Arbitro:                            | Cesari (Genova) |       |         |                                                  |

| Vicenza 27 febbraio 1994 25ª giornata | Vicenza       | 0 – 0 | Lucchese | Stadio Romeo Menti\| Arbitro: \| Lana (Torino) \| |
| Arbitro:                              | Lana (Torino) |       |          |                                                   |

| Venezia 6 marzo 1994 26ª giornata | Venezia            | 0 – 0 | Vicenza | Stadio Pierluigi Penzo\| Arbitro: \| Bolognino (Milano) \| |
| Arbitro:                          | Bolognino (Milano) |       |         |                                                            |

| Arbitro: | Borriello (Mantova) |

|                                   |           |               |
| Bonaldi 4’ Viviani 36’ Valoti 90’ | Marcatori | 77’ Scarafoni |

| Padova 26 marzo 1994 28ª giornata | Padova          | 0 – 0 | Vicenza | Stadio Silvio Appiani\| Arbitro: \| Braschi (Prato) \| |
| Arbitro:                          | Braschi (Prato) |       |         |                                                        |

| Arbitro: | Bonfrisco (Monza) |

|             |           |                |
| Viviani 14’ | Marcatori | 43’ Insanguine |

| Arbitro: | Cardona (Milano) |

|           |           |  |
| Muzzi 45’ | Marcatori |  |

| Arbitro: | Nepi (Viterbo) |

|                  |           |  |
| Lopez 25’ (rig.) | Marcatori |  |

| Arbitro: | Rodomonti (Teramo) |

|                  |           |  |
| Lopez 40’ (rig.) | Marcatori |  |

| Arbitro: | Cinciripini (Ascoli Piceno) |

|           |           |                      |
| Mobili 8’ | Marcatori | 63’, 67’ A. Briaschi |

| Arbitro: | Luci (Firenze) |

|                              |           |                     |
| Bonaldi 37’ F. Gasparini 39’ | Marcatori | 8’ Gallo 52’ Domini |

| Arbitro: | Ceccarini (Livorno) |

|                              |           |  |
| D'Ignazio Pulpito 42’ (aut.) | Marcatori |  |

| Arbitro: | Stafoggia (Pesaro) |

|                                               |           |  |
| Lopez 51’ (rig.), 63’ (rig.) F. Gasparini 88’ | Marcatori |  |

| Arbitro: | Brignoccoli (Ancona) |

|                                |           |                          |
| A. Carnevale 15’ Palladini 72’ | Marcatori | 3’ Cecchini 71’ M. Conte |

| Vicenza 5 giugno 1994 38ª giornata | Vicenza             | 0 – 0 | Ascoli | Stadio Romeo Menti\| Arbitro: \| Franceschini (Bari) \| |
| Arbitro:                           | Franceschini (Bari) |       |        |                                                         |

## Coppa Italia
| Arbitro: | Bonfrisco (Monza) |

|             |           |  |
| Viviani 15’ | Marcatori |  |

| Arbitro: | Braschi (Prato) |

|                                        |           |  |
| A. Carbone 2’ Raducioiu 42’ Eranio 71’ | Marcatori |  |

| Arbitro: | Tombolini (Ancona) |

|               |           |               |
| Civeriati 71’ | Marcatori | 53’ Savicevic |